# Vilhelm Hellman
Vilhelm Alexander Hellman, teilweise auch Wilhelm Hellman (* 7. Dezember 1922 in Örnsköldsvik; † 7. November 1991 in Hägersten, Stockholm) war ein schwedischer Skispringer.

## Werdegang
Der für den Verein Djurgårdens IF startende Hellman gehörte bei den ersten Olympischen Winterspielen nach dem Zweiten Weltkrieg in St. Moritz zum schwedischen Kader. Im Einzelspringen auf der Olympiaschanze sprang er im ersten Durchgang auf 57,5 Meter und verbesserte sich im zweiten Durchgang auf 65 Meter. Am Ende erreichte er mit diesen Weiten den 14. Platz.